# ランニングバック

Iフォーメーションにおけるハーフバックの位置

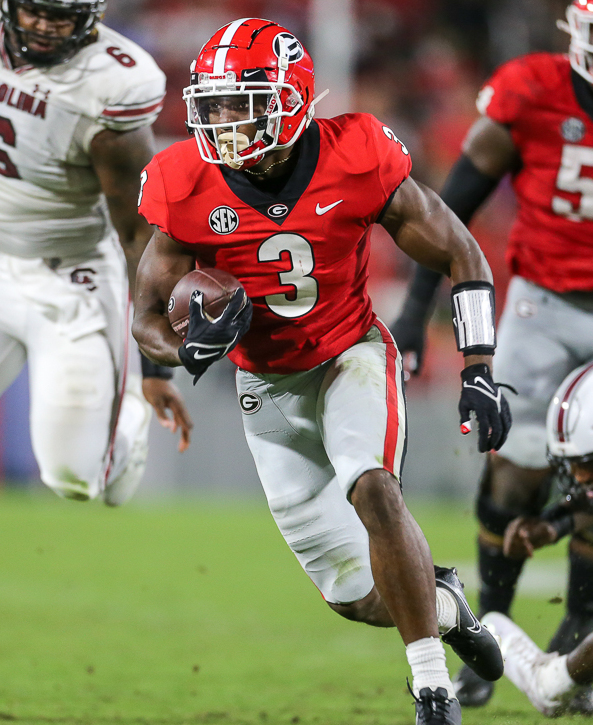
ボールを持って走るランニングバック

ランニングバック（RB）は、 アメリカンフットボール、カナディアンフットボール、アリーナフットボールの攻撃側のポジションである。
ランニングバックの役割の中心は、クォーターバックからボールを受け取ってランプレイを行うことであるが、パスプレイにおいても、パスのターゲットとなったり、ラインと一緒にクォーターバックを守ることもある。攻撃フォーメーションでは通常、1人か2人のランニングバックがセットされるが、ランニングバックをセットしない場合もあり、その場合、そのフォーメーションはノーバックと呼ばれる。ランニングバックには、主にハーフバックとフルバックの2種類があり、それぞれに求められる能力は異なる。

## ハーフバック
主にクォーターバックからボールを受け取り、相手の陣地へ進入を試みるランプレーの主役。追ってくるディフェンスを振り切れるだけのスピードはもちろんの事、止めようと向かってきたディフェンスをかわす俊敏性も求められる。Iフォーメーションにおける最後尾のランニングバックをテールバックと呼ぶが、役割自体はハーフバックと同じである。

## フルバック
フルバックはボールを持って走ることはあまりなく、代わりにその強い体格を用いて「リードブロッカー」として、ハーフバックのためにブロックを行う。ハーフバックが進もうとするルートを先行して走り、ディフェンスをブロックしてハーフバックが駆け抜けるためのルートを確保する。そのため、ハーフバックに比べて俊敏性は重視されないが、ディフェンスをブロックでき、押し負けないだけのパワーは要求される。

## 特徴

### 身長と体重

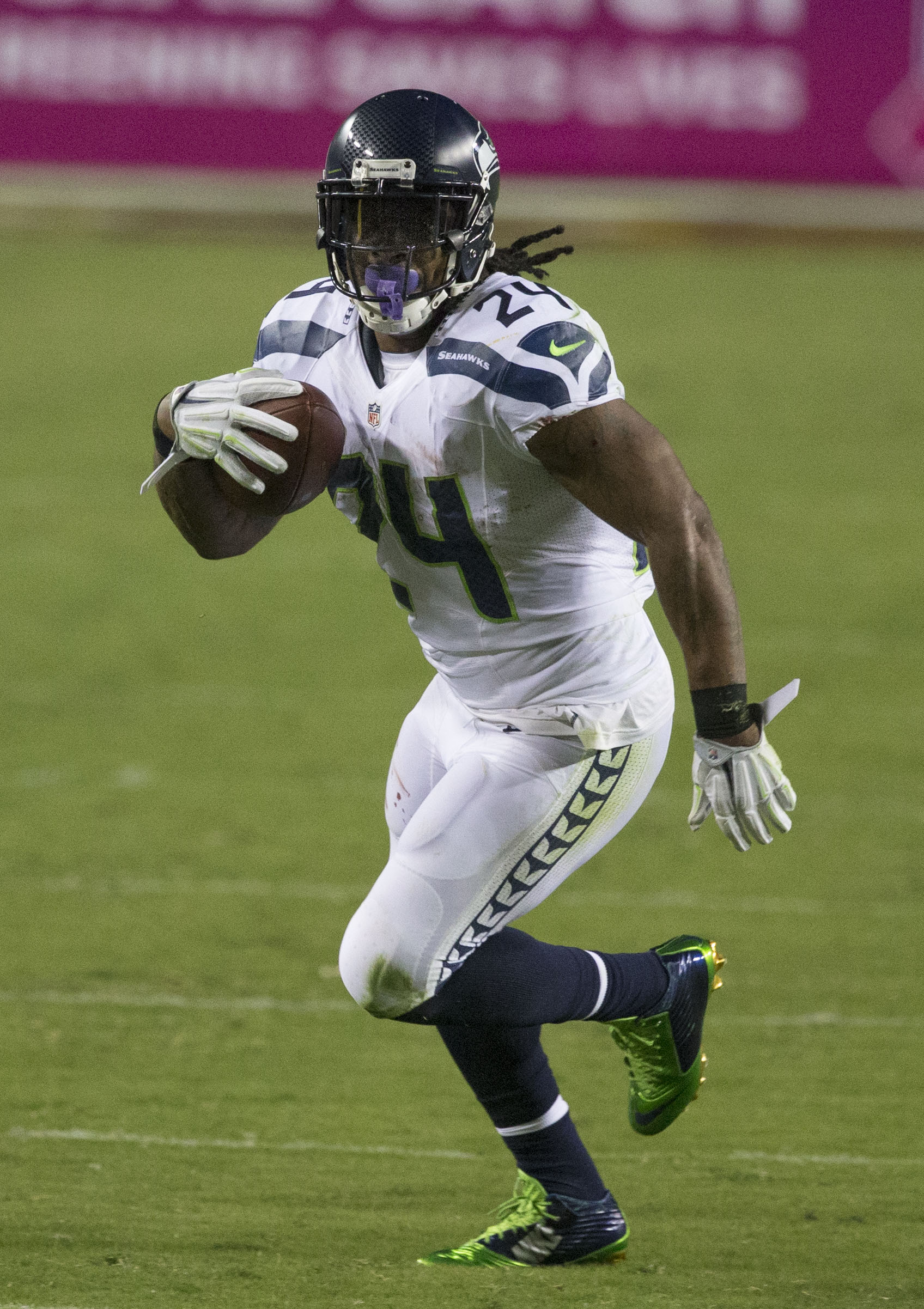
マーショーン・リンチ

基本的にスピードと俊敏性が要求されるため、比較的小柄な選手が多い。NFLにおいては身長175-180cm、体重90-100kgほどである。フルバックはディフェンスをブロックする役割があるため、ハーフバックに比べて体格としては身長・体重ともに上回っている選手が務める場合が多い。

### レシーブ能力
パスターゲットとなる場合、ポジションの特性から基本的にはショートパスを受ける事が多い。他にはクォーターバックがロングパスを狙ったものの、レシーバーが全員ディフェンスにきっちりマークされていて投げる場所がなくなった時、ディフェンスラインの裏側の空いているスペースに向かって走りこんでショートパスのターゲットとなる場合がある。そのため、短い距離の直線的な速いパスを、パスに対して垂直方向に走りながら捕球できるレシーブ能力があると望ましい。また、複数人のディフェンスに囲まれてタックルを受けてもボールを落とさないキープ力は強く要求される。

### ブロック
ランニングバックは、パスプレイやランプレイにおいて、ブロックに参加することがある。ランプレイにおいては、体格が大きいフルバックがブロッカーとなり、ハーフバックの進路を開く役目を負うことが多く、パスプレイにおいては、守備選手がブリッツをしかけてきて、オフェンスラインを突破してきたのを拾ってブロックする役目を負うことが多い。

### ゴールラインバックス
多くのチームで、「ゴールラインバック」や「ショートヤーデージスペシャリスト」と呼ばれるランニングバックを抱えている。このランニングバックは、タッチダウンやファーストダウンまであと僅かしかない状況でゲームに投入される。攻撃において、僅かな距離を確実に稼ぎたい場合、ゴールラインフォーメーションが用いられるが、このフォーメーションは、8人のブロッカーにクォーターバック、ランニングバック、フルバックで編成される。このフォーメーションでは、長い距離を稼ぐことよりも確実に前進することが求められるので、スピードや俊敏性などの一般的なランニングバックに求められる能力よりも、どちらかと言えば守備選手が密集した状態でも倒されず、1歩でも前に向かって突き進む能力が高い選手がランニングバックとして起用される。

### リターナー
パントやキックオフのリターナーは、チームで一番足の速い選手がなることが多く、通常、ワイドレシーバーやコーナーバックがその役割を担うが、ディフェンスをかわす技術に長けたランニングバックがいる場合はリターナーとして起用されることがある。

### トリックプレイ
クォーターバックからボールを受け取り通常のランプレーに見せかけておいて、オフェンスラインの手前で反転し再度クォーターバックにボールをバックパス、ランプレーだと判断して前に詰めてきたディフェンスの裏をかいてクォーターバックがロングパスを狙う、というトリックプレーを演じる場合がある。